# Parada (Almeida)
Parada ist ein Ort und eine ehemalige Gemeinde (Freguesia) im portugiesischen Kreis Almeida. In der Gemeinde lebten 113 Einwohner (Stand 30. Juni 2011).
Am 29. September 2013 wurden die Gemeinden Parada, Cabreira und Amoreira zur neuen Gemeinde União das Freguesias de Amoreira, Parada e Cabreira zusammengefasst.